# Analyse de la Covariance multivariée
L'Analyse de la Covariance multivariée (« Multivariate analysis of covariance ») est une extension de l'Analyse de la Covariance (méthode ANCOVA) pour couvrir les cas où il y a plus d'une variable dépendante et où les variables dépendantes ne peuvent pas être simplement combinées. L'Analyse de la Covariance multivariée est similaire à l'Analyse de la Variance Multivariée, mais permet de contrôler les effets des variables-covariables indépendantes continues supplémentaires. Les covariables sont des variables qui ont un effet sur les variables dépendantes, mais leurs effets sont sans intérêt. Dans la conception d'expérimentations, les covariables sont souvent les variables non contrôlées par l'expérimentateur mais qui néanmoins ont un effet sur les variables corrélées. 